# Diviziunea muncii
Diviziunea muncii reprezintă separarea sarcinilor într-un sistem economic oarecare, astfel încât participanții să se poată specializa (specializarea muncii). Persoanele, organizațiile și națiunile fie sunt înzestrate, fie dobândesc capacitatea de specializare. Drept urmare, pentru a profita de capacitățile altora alături de propriile lor capabilități, fac schimb sau realizează comerț. Alături de abilități și instruire, specializarea poate include echipamente sau resurse naturale, iar combinațiile complexe de astfel de active sunt adesea importante (de exemplu, atunci când mai multe articole de echipament specializat și operatori calificați sunt utilizate pentru a realiza un singur produs). Diviziunea muncii stă la baza comerțului și reprezintă sursa interdependenței economice. 
După revoluția neolitică, păstoritul și agricultura au dus la aprovizionarea mai facilă cu alimente, ceea ce a contribuit la sporirea populației umane și a condus la specializarea muncii (incluzând noi clase de artizani sau războinici) și la dezvoltarea elitelor. Această specializare a fost ulterior promovată de procesul de industrializare și de revoluția industrială. De asemenea, faptul că muncitorii îndeplinesc sarcini unice sau limitate, a eliminat perioada lungă de pregătire necesară pentru instruirea meșterilor, care au fost înlocuiți cu muncitori necalificați, mai prost plătiți, dar mai productivi.
Istoric, o diviziune din ce în ce mai accentuată a muncii este asociată cu creșterea producției și a comerțului, cu dezvoltarea capitalismului și cu complexitatea crescândă a proceselor industrializate. Conceptul și punerea în aplicare a diviziunii muncii a fost observată în cultura sumeriană antică (mesopotamiană), unde repartizarea locurilor de muncă în unele orașe a coincis cu o creștere a interdependenței comerciale și economice. În general, diviziunea muncii crește productivitatea, atât a producătorul, cât și a lucrătorilor individuali. 